# Јазиги
Јазиги су били једно од сарматских (иранских) племена, које је живело између Тисе и Дунава, на подручју данашње Бачке, где су се доселили у 1. веку нове ере, из области реке Дњепра.

## Историја Јазига
До доласка Јазига, област између Дунава и Тисе била је насељена Дачанима. Током првих деценија 1. века, прешавши Карпате, Јазиги заузимају подручје између Тисе и Дунава, потискујући Дачане са овог подручја на исток преко реке Тисе, док преостало становништво потпада под њихову власт. Средином 1. века, Јазиги долазе на Дунаву, који је био граница Римског царства, у сукоб са римским легијама. Са Јазигима је ратовао римски цар Домицијан (89. и 92. године), а од времена цара Трајана, били су на страни Римљана. После Трајанове смрти (117. године), упадали су у римске провинције Мезију и Панонију.
Са Јазигима се борио и цар Марко Аурелије (161—180), који је спречио њихову даљу експанзију. Пошто су их Римљани 174. године потукли, ступили су у службу Рима. Морали су да врате римске заробљенике, којих је било на стотине хиљада, и да ставе Римљанима на располагање осам хиљада коњаника, за ратовање у западној Европи. Већи део ових коњаника завршио је у Британији. У то време су разматрани и планови да се земље Јазига укључе у састав Римског царства као нова провинција Сарматија.
Свега две године после закључења мира, поново је избио рат. Марко Аурелије је намеравао да уништи Јазиге, али је био спречен због устанка на другој страни Царства. У новом примирју, Јазиги су успели да од Рима изнуде нешто повољније услове: допуштено им је да имају своје лађе на Дунаву, али не и да станују на дунавским адама.
У 3. веку, Римљани су се повукли из Дакије испред најезде Гота, а ови су, у 4. веку, поробили и Јазиге у Бачкој. После Константинове победе над Готима, Јазиги обнављају своју самосталност. Током трећег века, међу Јазиге се досељава нови талас Сармата са истока, који постају нови владајући слој друштва. Према неким изворима, Јазиги из првог таласа су тада чинили средњи слој друштва, док су нижи слој чинили покорени староседеоци и Словени. У 4. веку, међу Јазигима је избио грађански рат, који се завршио тиме што је цело једно племе, Ардагарати, побегло делимично Готима, а делимично Римљанима.
У време најезде Хуна на ово подручје крајем 4. века, Јазиги нестају са историјске сцене. Претпоставља се да су се Јазиги претопили у друге народе (Готе, Словене), који су живели у Бачкој под хунском влашћу. Године 448. током византијског посланства Атили, члан посланства ретор Приск описује становништво Бачке. Јазиги се више не спомињу, а из описа се види да су становници Бачке потчињени и експлоатисани у оквиру хунске државе, да им матерњи језик није ни хунски, ни латински, ни готски. Земљорадници су, гаје просо и јечам, пију медовину уместо вина, живе у близини река и превозе се моноксилима и сплавовима. Извори из прве половине 6. века ово становништво називају Склавинима.
Према неким изворима, Јазиги су се после смрти Атиле ослободили хунске власти, а коначно их је потукао визиготски краљ Теодорик 472. године.
Неки аутори доводе Јазиге у везу са Јасима, који се помињу у средњовековној Угарској, али ова веза није доказана. Према неким мишљењима, Јаси потичу од Јазига, док су, према другим мишљењима, у питању две различите групе Сармата.

## Начин живота
Антички писци описују Сармате као полуномадске становнике широке области између Волге, Дона и Урала, који су били у блиском сродству са Скитима, чији су језик и говорили. Преци Јазига су у својој старој постојбини, богатој степама, били вешти коњаници и сточари. Настанивши се у Бачкој они су временом прихватили седелачки начин живота, због изузетно повољних услова за земљорадњу, који су им недостајали у постојбини, али су ипак задржали бављење сточарством и пашњачки начин узгоја стоке, као и склоност ка изненадним упадима на територију римске Паноније. Према античким историјским изворима, прелазили су Дунав бродовима или су зими упадали преко залеђене реке на римску територију ради пљачке.
Однос Јазига према Римском царству био је променљив током четири века колико су боравили на овом подручју. Периоди примирја смењивали су се са периодима сукоба и ратова, а ратно стање би се у следећем периоду претварало у савезнички или најамнички однос. У периодима савезничких односа, Јазигима је било дозвољено, сагласно мировним уговорима, да тргују са Римљанима. Доказ за ове тврдње из писаних извора су налази римског новца, керамике и бронзаних предмета, заједно са сарматским материјалом.

## Материјална култура
О материјалној култури Јазига имамо сазнања како из историјских извора (Амијан Марцелин), тако и захваљујући налазима из њихових гробова и насеља у Бачкој. Насеља су градили поред речних токова, на благим узвишењима и на лесним терасама. Куће су им биле полуукопане земунице са надземним делом од јачих греда или коља оплетених прућем и блатом и кровом од трске, која је расла у изобиљу у мочварним пределима Бачке. Ове куће су загреване помоћу калотастих пећи чије се ложиште налазило унутар куће, а одвод за дим споља. Под куће је био од набијене земље, а често је унутар куће било и отворено огњиште.
Уз куће су укопавали отпадне јаме, трапове и силосе, а у оквиру насеља копали су и бунаре. Израђивали су керамичке посуде на витлу, које су украшавали глачаним геометријским мотивима, мада су користили и грубо, руком прављено посуђе.
Жене Јазига украшавале су се богатим нискама разнобојних перли од стаклене пасте, јантара, карнеола, калцедона, кречњака и другог полудрагог камења. На формирање материјалне културе Јазига у Бачкој утицали су аутохтони дако-гетски и келтски народи, које су Јазиги затекли и покорили, затим близина високо развијене римске цивилизације у Срему, као и грчко-хеленистички стилови у обради метала, које су Јазиги донели из постојбине са Понта. Тако се створила једна специфична култура која је трајала све до појаве нових миграција, крајем 4. века, када су територију Бачке преплавили Хуни, Готи и Алани.
Према неким мишљењима, Јазиги су били и градитељи Римских Шанчева, земљаних творевина у Бачкој грађених у 3. и 4. веку, које су служиле за одбрану од непријатеља.
Назив садашњег насеља Јазак потиче од племена Јазига, који су поред Јазигије, насељавали и шире подручје Срема.

## Ратовање
Изглед сарматских војника, који су као савезници учествовали у Трајановим Дачким ратовима, можемо видети на рељефима са Трајановог стуба у Риму. Сармати су били изванредни стрелци и коњаници, а користили су и дугачка копља и мачеве. Били су више спретни у заседама него у отвореној борби. Израђивали су оклопе од иструганих и углачаних плочица од рогова, које су међусобно причвршћивали (попут крљушти) степенасто преко одеће од тканине или коже.

## Владари
- Бакадаспес, владар Јазига у другом веку, који је са мисијом својих саплеменика дошао у Сирмијум да моли цара Марка Аурелија за мир.
- Зантикус, краљ Јазига у другом веку, који је склопио мир са царем Марком Аурелијем.
- Бекан, један од два краља Јазига која су погинула у борби са визиготским краљем Теодориком 472. године.
- Бабај, један од два краља Јазига која су погинула у борби са визиготским краљем Теодориком 472. године.